# Khön Phupa Chökyi Gyelpo
Khön Phupa Chökyi Gyelpo (tib. 'khon phu ba chos kyi rgyal po; geb. 1069; gest. 1144) war ein tantrischer Meister der Zeit der Späteren Verbreitung der Lehre.
Der Meister des tantrischen Buddhismus war der jüngere Bruder von Machig Shama (Ma gcig Zha ma, 1062–1149) und Bruder von Khartsha Gyel (mkhar tsha rgyal). Khön Phupa Chökyi Gyelpo war ein Schüler von Rongsom Chökyi Sangpo (rong zom chos kyi bzang po, 1042–1136).